# Vent chinook

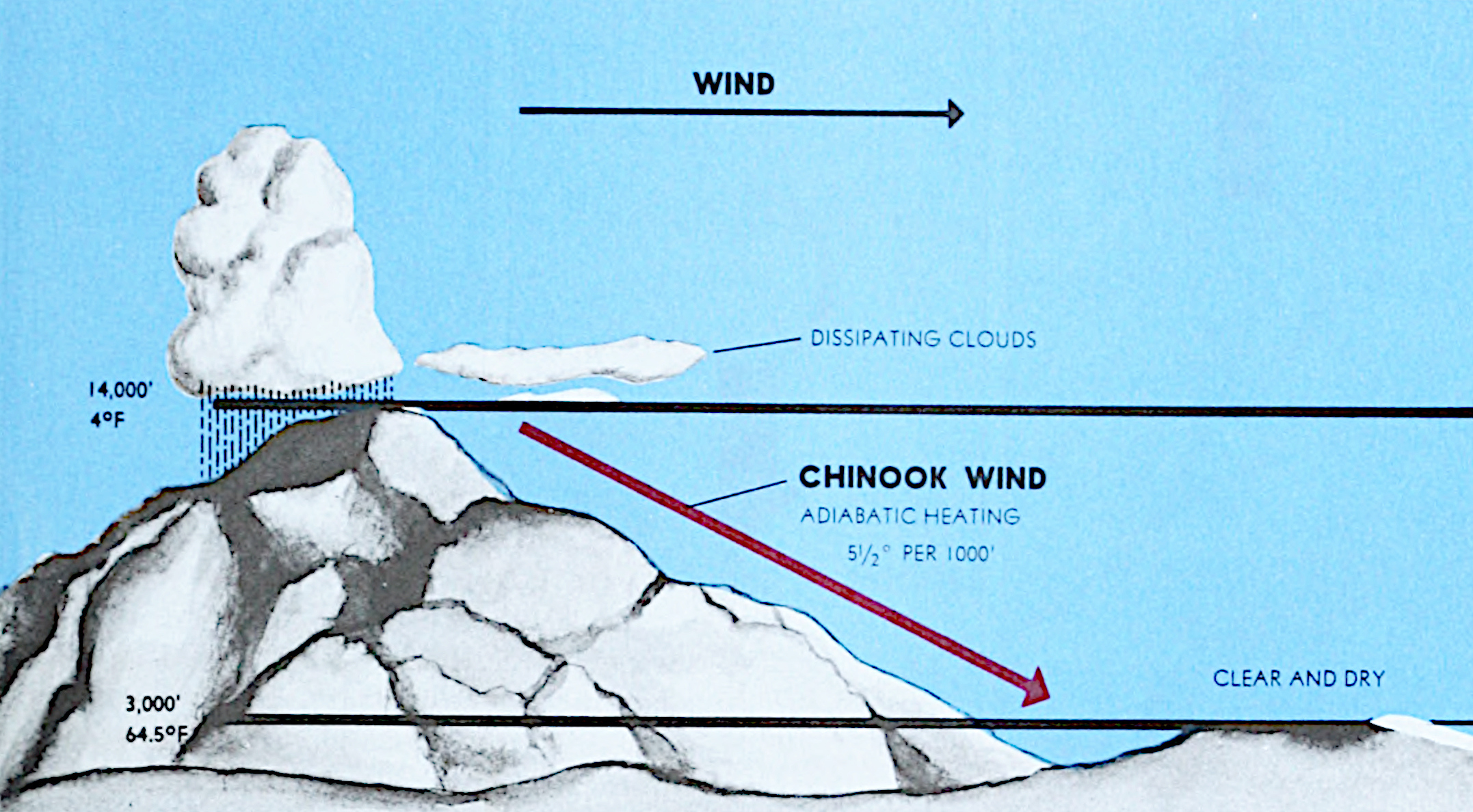
L'escalfament adiabàtic produeix el vent càlid chinook

Els vents chinook són un tipus de vent foehns a l'interior de l'oest d'Amèrica del Nord quan les Grans Planes dels Estats Units i la pradera del Canadà es troben amb diverses serralades de muntanyes, encara que en origen el terme es referia als vents càlids i humits del nord-oest del Pacífic.
Chinook popularment es creu que significa menjador de neu però en realitat és el nom d'una tribu ameríndia (els chinook) que vivia a la vora del riu Colúmbia. Un vent chinook fort pot fer que una capa de 30 cm de neu es fongui en un sol dia. S'ha observat que poden fer pujar la temperatura de -20 °C a +10 °C en poques hores. El rècord és del 15 de gener de 1972 a Loma (Montana) quan la temperatura va pujar de -48 °C a 9 °C.

## Al Canadà

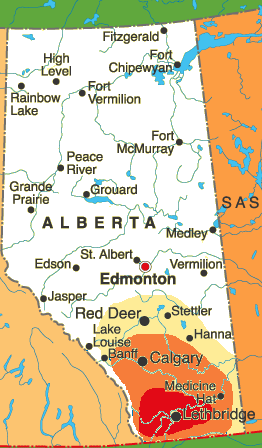
Zona d'Alberta on el chinook bufa amb més freqüència

Els chinooks són prevalents al sud d'Alberta al Canadà amb un màxim de 30 a 35 dies de chinook a l'any.
A Lethbridge el chinook pot bufar huracanat (120 km/h), el 19 de novembre de 1962 va arribar a 171 km/h.
A Calgary també hi bufa aquest vent.
El febrer de 1992, Claresholm, Alberta va arribar gràcies al chinook a +24 °C que és una de les temperatures més altes de febrer al Canadà.